# Trybunał inkwizycji w Kordobie

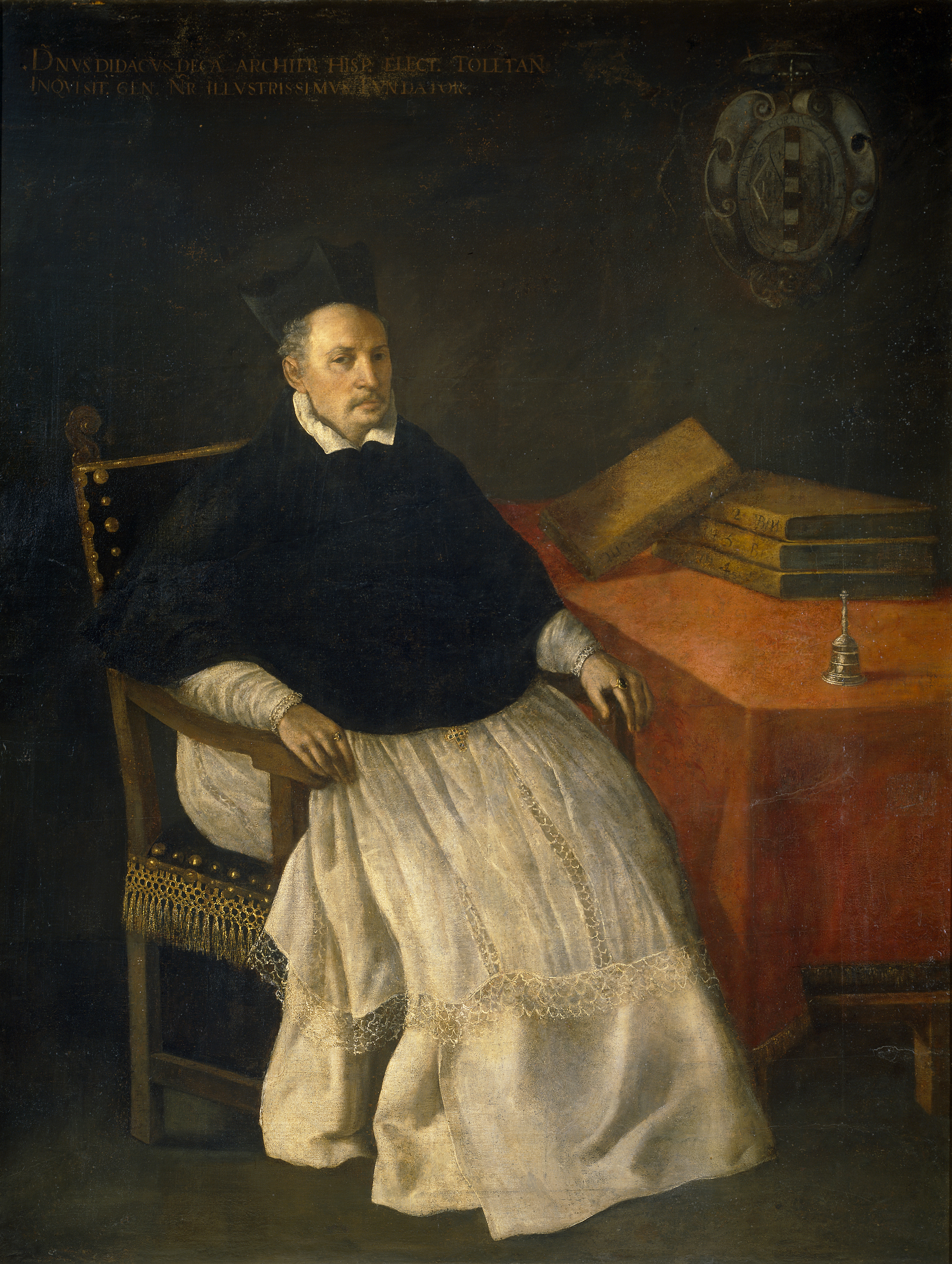
Diego de Deza pędzla Francisca de Zurbarána, ok. 1631

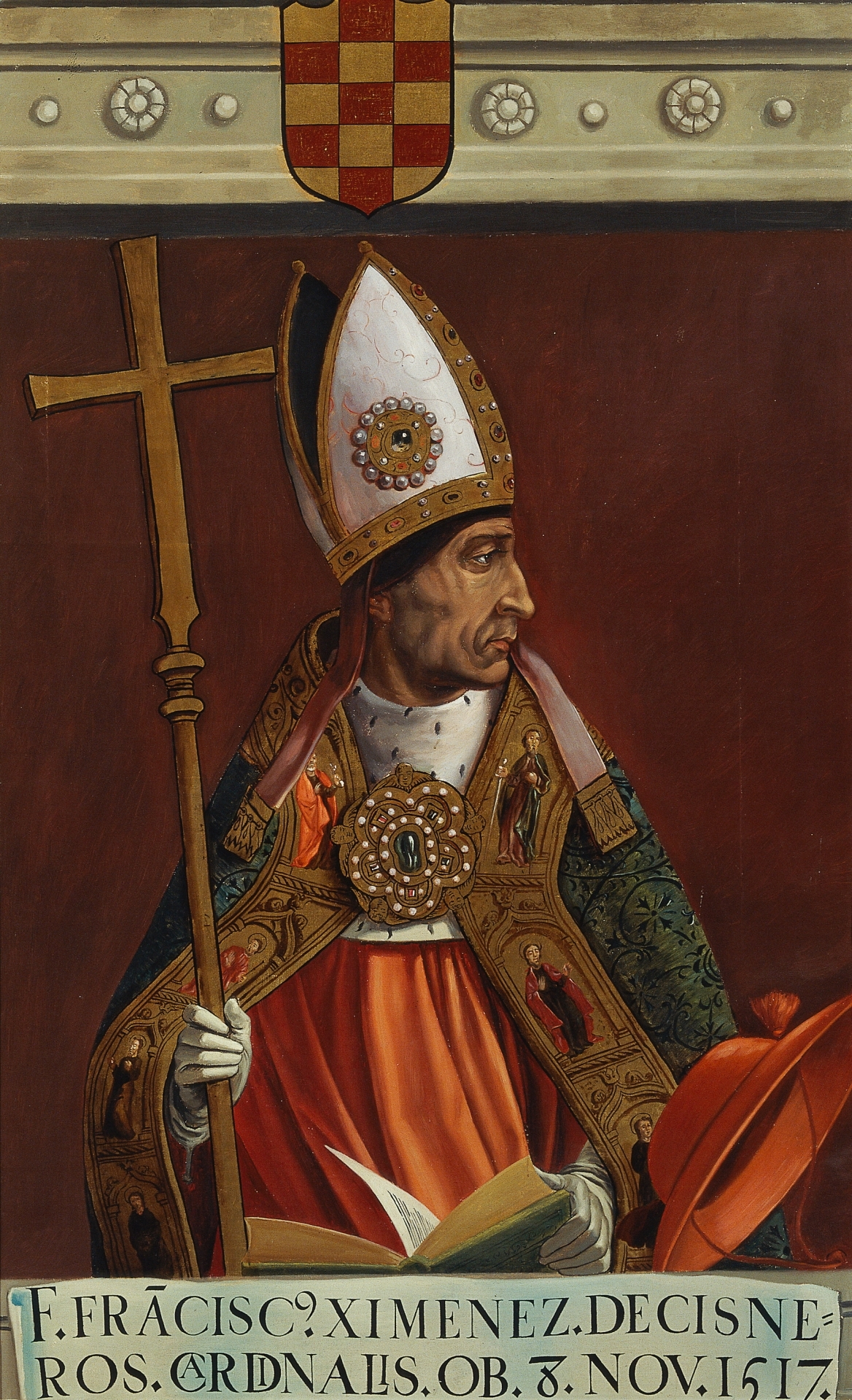
Kardynał Francisco Jiménez de Cisneros

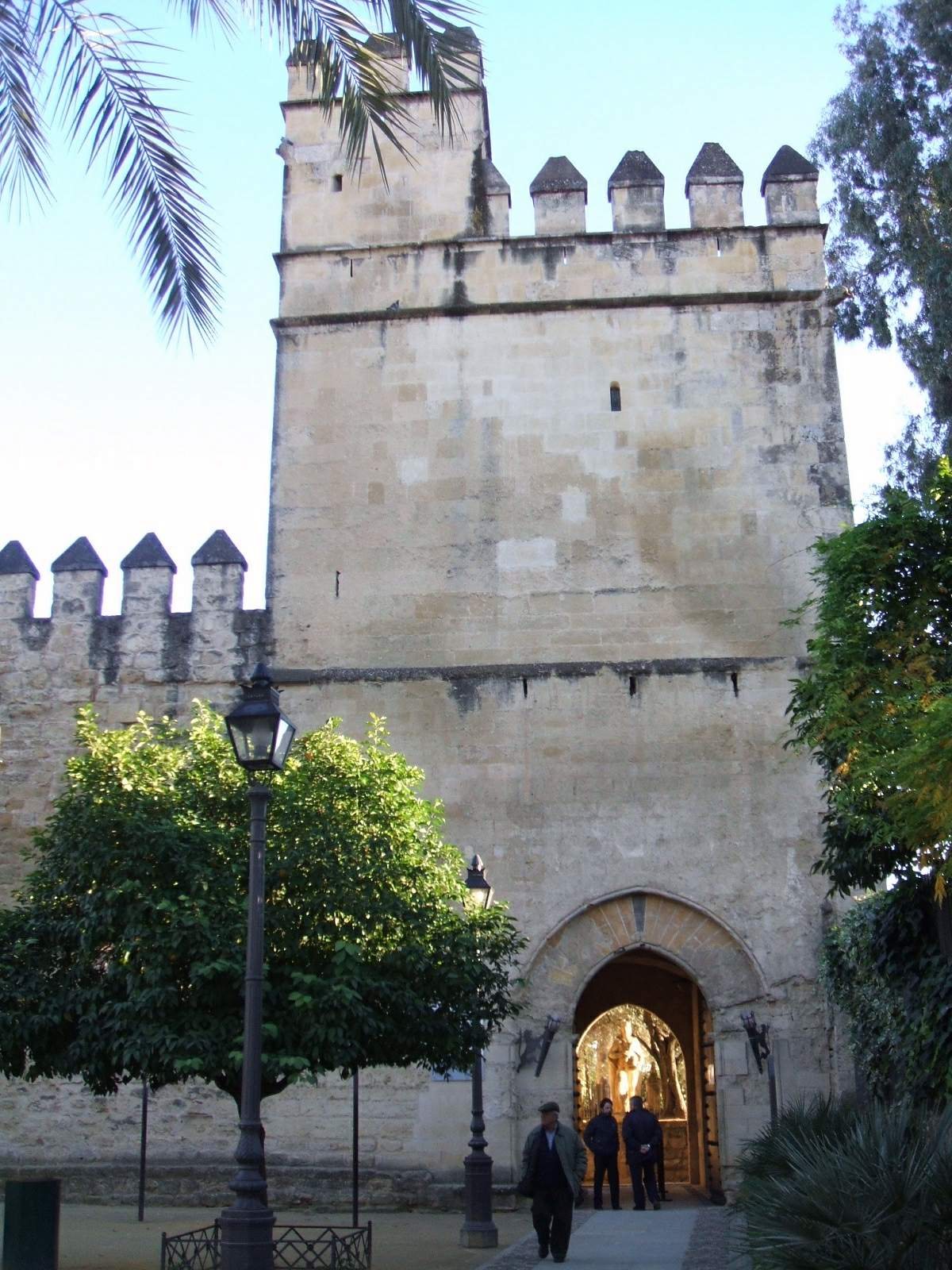
Alkazar w Kordobie – siedziba trybunału inkwizycyjnego

Trybunał inkwizycji w Kordobie – drugi (po Sewilli) najstarszy trybunał inkwizycji hiszpańskiej, mający swą siedzibę w Kordobie. Istniał w latach 1482–1820 (z przerwą 1808–1814).
Został utworzony w związku z prześladowaniem marranów, chrześcijan pochodzenia żydowskiego. W 1492 jego działalność została rozszerzona na tereny byłego emiratu Grenady, a jego siedzibą został zamek Alkazar. W 2. połowie XVI w. jego głównym celem byli moryskowie, Hiszpanie pochodzenia arabskiego, tradycyjnie wyznający islam. W czasie napoleońskiej okupacji Hiszpanii trybunał rozwiązano, a większość archiwaliów spalono. Po wygnaniu Napoleona z Hiszpanii przywrócono na kilka lat działalność trybunału.
Z zachowanej dokumentacji wynika, że przed trybunałem w Kordobie w latach 1483–1516 odbyło się co najmniej 14 autos-da-fé, a w latach 1574–1666 przeprowadzono co najmniej 883 procesy.

## Historia
Utworzono go w roku 1482 na wniosek biskupa kordobańskiego Alonso da Burgos, który chciał wszczęcia śledztw w swojej diecezji w sprawie podejrzeń chrześcijan żydowskiego pochodzenia (marranów) o potajemne wyznawanie judaizmu. Pierwszymi inkwizytorami zostali bakałarze Anton Ruiz de Morales i Alvar Gonzalez de Capillas, wikariusz diecezjalny doktor Pedro Martinez de Barrio oraz franciszkanin Martin Cazo (ten ostatni jako asesor). W 1483 odbyło się pierwsze auto-da-fé.
W 1492, po zdobyciu Grenady i wygnaniu żydów z całej Hiszpanii, królewska para Ferdynand i Izabela podarowali inkwizycji pałac królewski w Kordobie (Alkazar), który odtąd stał się siedzibą trybunału. Jurysdykcję inkwizytorów Kordoby rozszerzono wówczas na znaczną część podbitego emiratu Grenady, włącznie z jego stolicą. W tym samym roku miało miejsce auto-da-fé, w wyniku którego 32 osoby zostały spalone na stosie.
W 1499 inkwizytorem Kordoby został Diego Rodríguez Lucero, który wszczął zakrojone na dużą skalę śledztwo w sprawie tajnych synagog, jakie miały rzekomo funkcjonować w środowisku kordobańskich marranów. Jego działalność wzbudzała poważne kontrowersje, zarzucano mu okrucieństwo, korzystanie z usług fałszywych świadków i fabrykowanie dowodów przeciwko oskarżonym. Z jego wyroku spalono w Kordobie ponad 200 osób, w tym należących do czołowych rodów miejskich, a wiele innych znalazło się w więzieniach. Był jednak protegowanym wielkiego inkwizytora Kastylii Diego Dezy, co powodowało, że przez długi czas pozostawał nietykalny, mimo narastających skarg. W końcu poczuł się na tyle pewnie, że oskarżył o kryptojudaizm powszechnie szanowanego arcybiskupa Grenady Hernando de Talaverę. Wówczas jednak interweniował król Ferdynand. Powołana przez niego komisja oczyściła sędziwego Talaverę z zarzutów, potwierdziła natomiast zasadność skarg kierowanych przeciwko Lucero. W rezultacie doszło do dymisji zarówno wielkiego inkwizytora Diego Dezy (1507), jak i samego Lucero (1508), oraz zrehabilitowania części skazanych przez niego osób. Lucero został aresztowany i na polecenie nowego wielkiego inkwizytora Francisco Jimenez de Cisnerosa wytoczono mu proces, ale ostatecznie uniknął poważniejszej kary za swe nadużycia. Po zakończeniu procesu zwolniono go z aresztu (gdzie spędził 3 lata) i orzeczono jedynie trwałe odsunięcie od funkcji inkwizytora. Co więcej, część prześladowanych przez niego ludzi w kolejnych latach została ponownie skazana przez inkwizycję.
W latach 1526–1533 doszło do ostatecznego ustalenia granic okręgu podległego trybunałowi w Kordobie. W wyniku rozwiązania trybunału z Jaen w 1526, terytorium mu podległe podzielono między trybunał kordobański oraz nowo utworzony trybunał z Grenady. W 1533 doszło do doprecyzowania granicy z okręgiem trybunału z Murcji.
Ze względu na brak oryginalnej dokumentacji nie sposób precyzyjnie ustalić zasięgu i skali akcji represyjnych inkwizycji w Kordobie przez następne pół wieku po odwołaniu inkwizytora Lucero. W drugiej połowie XVI wieku głównym celem inkwizytorów stali się moryskowie, czyli Hiszpanie pochodzenia arabskiego, tradycyjnie wyznający islam, którzy w latach 1502 i 1526 poddawani byli masowym, przymusowym chrztom. Jednakże jeszcze pod koniec tego samego stulecia inkwizycja ponownie zwróciła się przeciwko domniemanym potajemnym wyznawcom judaizmu. Tym razem byli to głównie marrani wywodzący się z Portugalii; po powstaniu unii personalnej między Portugalią a Hiszpanią tamtejsi chrześcijanie żydowskiego pochodzenia masowo zaczęli wyjeżdżać do Hiszpanii, mając nadzieję, że hiszpańska inkwizycja nie będzie ich prześladować tak, jak rodzime, portugalskie trybunały. Nadzieje te okazały się jednak płonne – imigranci z Portugalii byli głównym celem większości trybunałów hiszpańskiej inkwizycji (w tym kordobańskiego) przez następne 150 lat. Ostatnia fala procesów przeciw marranom w Kordobie miała miejsce w latach 1721–1724.
Inkwizycja hiszpańska została po raz pierwszy zniesiona w czasie okupacji Hiszpanii przez wojska Napoleona Bonaparte. Brat Napoleona, Józef Bonaparte, został królem Hiszpanii i 4 grudnia 1808 wydał dekret o zniesieniu inkwizycji w całym kraju. Wykonanie tego dekretu w większości przypadków wiązało się także z akcją niszczenia dokumentów archiwalnych trybunałów. Również w Kordobie komisarze pronapoleońskiego rządu w lutym 1810 dokonali spalenia większości dokumentacji z miejscowego archiwum inkwizycji. Po wygnaniu Francuzów z Hiszpanii król Ferdynand VII Burbon wznowił działalność inkwizycji i jej lokalnych trybunałów. Trwało to jednak krótko. Liberalna rewolucja z 1820 doprowadziła do definitywnego zniesienia hiszpańskiej inkwizycji, w tym jej lokalnego trybunału z Kordoby.

## Zasięg terytorialny
Inkwizytorom Kordoby pierwotnie podlegała jedynie diecezja kordobańska wraz z archidiakonatem Ecija. W kolejnych latach ten obszar został jednak rozszerzony częściowo na sąsiednie diecezje. W 1507 podlegały mu diecezje Kordoby, Grenady, Almerii i Malagi oraz archidiakonat Ecija. Jednakże w kolejnych latach, wskutek utworzenia trybunału w Grenadzie, obszar ten ponownie uległ redukcji. Ostatecznie, od roku 1533, obejmował:
- diecezję kordobańską,
- diecezję Jaen (bez okręgu Belalcazar),
- archidiakonat Ecija (należący do archidiecezji sewilskiej)[7].

## Zasoby archiwalne i dane statystyczne
Archiwum kordobańskiej inkwizycji zostało spalone przez władze napoleońskie w 1810. Ocalała jedynie dokumentacja genealogiczna dotycząca funkcjonariuszy inkwizycji oraz część ksiąg rachunkowych, które są przechowywane w hiszpańskim Narodowym Archiwum Historycznym (AHN) w Madrycie. W tej sytuacji głównym źródłem informacji o historii i działalności inkwizycji w Kordobie jest dokumentacja znajdująca się w archiwum Najwyższej Rady Inkwizycji, czyli tzw. Supremy (również w AHN).
Zachowało się bardzo niewiele relaciones de causas trybunału kordobańskiego, czyli dorocznych raportów z działalności składanych Supremie przez lokalne trybunały od około 1540 do początków XVIII wieku. W przypadku Kordoby zachowanych jest jedynie 28 rocznych raportów, z czego najstarszy dotyczy roku 1574, a najpóźniejszy roku 1666. Informują one łącznie o 883 procesach, w wyniku których odbyło się 8 faktycznych egzekucji (in persona) oraz 26 symbolicznych (in effigie). Wśród tych 883 oskarżonych było 378 oskarżonych o kryptojudaizm, 85 morysków, 4 podejrzanych o luteranizm, 40 bigamistów, 50 duchownych oskarżonych o solicytacje, 40 oskarżonych o praktykowanie magii, 233 oskarżonych o wygłaszanie heretyckich opinii, 31 osób sądzonych za „opozycję wobec inkwizycji” i 22 osoby sądzone za pomniejsze występki nienależące do żadnej z powyższych kategorii.
Z lat 1483–1516 udokumentowanych jest czternaście autos-da-fé, ale dane o zapadłych wyrokach są fragmentaryczne: co najmniej 302 wyroki, w tym 264 egzekucje in persona, 24 in effigie, 14 skazujących na inne kary. O dalekiej niekompletności tych danych świadczy najlepiej fakt, że w 1497 w Kordobie aż 1519 osób wniosło o złagodzenie wcześniej otrzymanych kar lub zwolnienie z dolegliwości, które dotknęły ich z powodu skazania ich najbliższych (np. skazani za herezję i ich dzieci co do zasady byli wyłączeni od pełnienia urzędów publicznych).
Z pierwszej połowy XVIII wieku zachowały się relacje z trzynastu autos-da-fé organizowanych przez trybunał w Kordobie, na których skazano 161 osób. 17 z nich stracono, 19 spalono in effigie, a 125 skazano na inne kary.